# Nygårdselva
Nygårdselva eller Storelva är en älv i Narvik kommune i Nordland fylke, Norge. Älven kommer från Høgvatnet (383 m ö.h.) och löper genom bland annat Holmvatnet (383 m ö.h.), Fisklausvatnet (348–325 m ö.h.) och Sirkelvatnet (273–256 m ö.h.). Til Sirkelvatnet rinner Urdalselva längs E10 från Bjørnefjell som bildar en rad vattensamlingar. Nygårdselva mynnar i Rombaken vid Nygård, där Nygårds kraftstation (Eleffekt: 25 MW, utbyggd 1932) ligger. Kraftstationen utnyttjar en fallhöjd på 254 meter.